# Elasmus rugosus
Elasmus rugosus är en stekelart som beskrevs av Howard 1894. Elasmus rugosus ingår i släktet Elasmus och familjen finglanssteklar. Inga underarter finns listade i Catalogue of Life.